# Jewgienij Zababachin
Jewgienij Iwanowicz Zababachin (ros. Евгений Иванович Забабахин, ur. 3 stycznia?/16 stycznia 1917 w Moskwie, zm. 27 grudnia 1984 w Snieżynsku) – radziecki fizyk jądrowy, jeden z twórców broni atomowej w ZSRR.

## Życiorys
Od 1924 mieszkał z rodziną w miejscowości Bakowka (obecnie część miasta Odincowo), w 1931 skończył moskiewską szkołę, a w 1936 technikum, w 1938 rozpoczął studia na Wydziale Fizycznym Moskiewskiego Uniwersytetu Państwowego. 
Latem 1941 został skierowany do budowania umocnień w Rosławiu, a w październiku 1941 powołany do Armii Czerwonej, w 1944 ukończył Wojskowo-Powietrzną Akademię Inżynieryjną im. Żukowskiego, w 1947 obronił pracę dyplomową w Moskiewskim Uniwersytecie Państwowym. Został młodszym pracownikiem naukowym w Wydziale Teoretycznym Instytutu Fizyki Chemicznej Akademii Nauk ZSRR w grupie prof. Jakowa Zeldowicza, jednocześnie w latach 1944–1948 wykładał na katedrze balistyki Akademii Wojskowo-Powietrznej im. Żukowskiego, od kwietnia 1948 pracował w OKB-11 Pierwszego Głównego Zarządu Rady Ministrów ZSRR w Sarowie jako młodszy pracownik naukowy, starszy pracownik naukowy, szef działu i od 1955 zastępca głównego konstruktora. Od 1949 należał do WKP(b). Brał aktywny udział w teoretycznych pracach nad stworzeniem broni atomowej w ZSRR. W kwietniu 1955 został zastępcą kierownika naukowego, a w sierpniu 1960 kierownikiem naukowym Instytutu Naukowo-Badawczego-1011 w mieście Czelabińsk-79 (obecnie Snieżynsk), od 1958 był członkiem korespondentem, a od 1968 członkiem rzeczywistym Akademii Nauk ZSRR, w 1977 otrzymał stopień generała porucznika inżyniera. W 1967 został honorowym obywatelem Snieżynska. Jego imieniem nazwano ulicę w Snieżynsku.

## Odznaczenia i nagrody
- Złoty Medal „Sierp i Młot” Bohatera Pracy Socjalistycznej (4 stycznia 1954)
- Order Lenina (pięciokrotnie – 29 października 1949, 4 stycznia 1954, 29 lipca 1966, 12 września 1975 i 10 marca 1981)
- Order Rewolucji Październikowej (26 kwietnia 1971)
- Order Czerwonego Sztandaru Pracy (dwukrotnie – 8 grudnia 1951 i 11 września 1956)
- Nagroda Leninowska (1976)
- Nagroda Stalinowska (trzykrotnie – 1949, 1951 i 1953)
- Medal „Za zasługi bojowe” (21 sierpnia 1953)
- Złoty Medal Akademii Nauk ZSRR im. Kiełdysza (1984)

I medale.